# Estação Arroyofresno

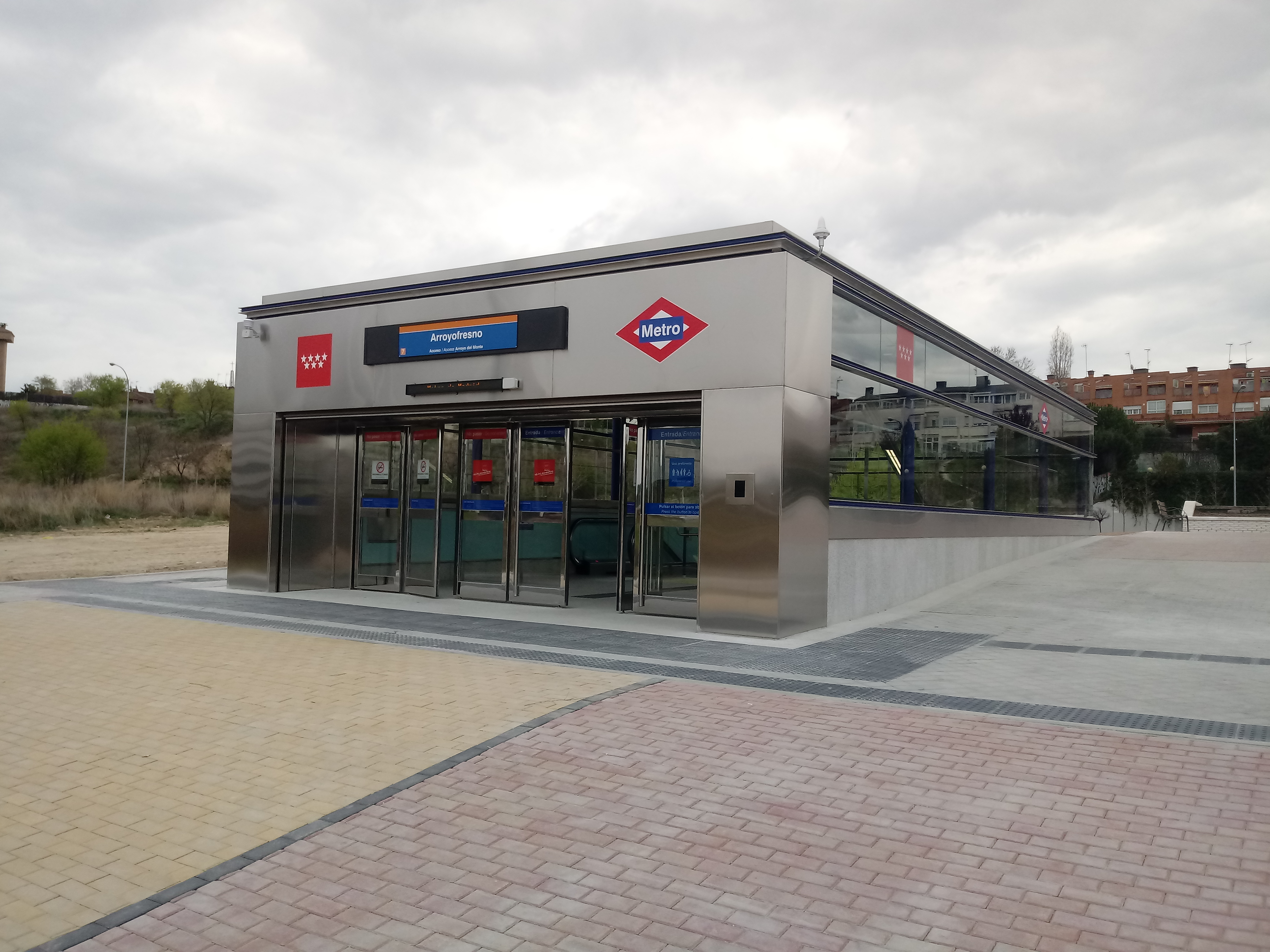
Estação Arroyofresno

Arroyofresno é uma estação da Linha 7 do Metro de Madrid. Esta localizada no bairro de mesmo nome no distrito Fuencarral-El Pardo, entre as estações Lacoma e Pitis .

## História
A estação foi concluída em 1999, mas permaneceu fechada por vinte anos, devido as poucas habitações existentes na redondeza. Os trens viajaram por ela sem parar para continuar até a estação Pitis, ao norte, ou Lacoma, ao sul. A situação de abandono durante todo esse tempo causou danos ao interior, devido ao vandalismo e múltiplas destruições.
Em 2017, o Governo da Comunidade de Madri, então presidido por Cristina Cifuentes, anunciou a futura abertura da estação depois de desbloquear as obras da homônima PAU. Arroyofresno foi inaugurado em 23 de março de 2019 pelo presidente regional Ángel Garrido.